# Šimun Stock
Sveti Šimun Stock (oko 1165. – Bordeaux, 16. svibnja 1265.), engleski karmelićanin i svetac Katoličke Crkve. 
Spomendan mu je 16. svibnja. Zaštitnik je Bordeauxa i Francuske.

## Životopis
Rođen je u grofoviji Kent u Engleskoj, oko 1165. godine. Ubrzo ulazi u karmelski red koji je upravo stigao u Englesku. 1247. godine je izabran za šestog Generala karmelskog reda. Sve je učinio da se red raširi po Engleskoj i svijetu.
Šimun ubrzo dobiva ukazanja Blažene Djevice Marije. Ona mu se ukazivala sa škapularom reda u svojim rukama. Škapular mu je dala riječima: „Ovo će biti povlastica za tebe i za sve karmelićane da tko god umire s ovime bit će spašen”. Kasnije je napisao antifone Flos Carmeli i Ave Stella Matutina. Umro je u jednom samostanu u francuskom Bordeauxu 16. svibnja 1265.

## Štovanje
Prvi se Šimunov životopis javlja 1430. godine, no njegova autentičnost nije potpuno potvrđena. Njegove su moći 1951. godine prenesene u Aylesford.
U slikarstvu sv. Šimuna redovito prikazuju odjevenog u karmelićanski habit, a često i s plamenim jezicima paklenoga ognja. To dolazi od njegova Gospina viđenja o karmelskom škapularu. Na slikama obično kleči ili stoji do nogu Majke Božje Karmelske.